# Songe de Scipion
Pour les articles homonymes, voir Le Songe de Scipion (homonymie).
Le Songe de Scipion (en latin, Somnium Scipionis) est un texte de Cicéron, au sixième et dernier livre du De Republica. Scipion Émilien, l'un des personnages qui dialoguent dans le De Republica, raconte un songe (en) qu'il a fait une vingtaine d'années auparavant.
Le texte fait en quelque sorte pendant au mythe d'Er dans La République de Platon, une des références de Cicéron. Il est marqué par les thèmes pythagoriciens et platoniciens. Le mysticisme qui l'imprègne lui valut son succès auprès des auteurs chrétiens, dont Macrobe qui en assura par son commentaire la transmission au cours des siècles.

## Contenu
Scipion Émilien, alors légat de légion, débarque en 149 av. J.-C. en Afrique, au début de la troisième guerre punique. Il se rend auprès de Massinissa, roi de Numidie. Ils passent la soirée à deviser et Massinissa raconte ses souvenirs : il a connu Scipion l'Africain, le vainqueur d'Hannibal, grand-père adoptif de Scipion Émilien, et Paul Émile, son père par le sang. Puis Scipion Émilien s'endort et rêve qu'il est accueilli dans les régions célestes par ces deux glorieux personnages ; ceux-ci lui expliquent l'organisation cosmique du monde et lui révèlent l'immortalité de l'âme. Ils lui montrent que l'âme des hommes politiques qui ont agi conformément au bien jouira d'une félicité éternelle dans la Voie lactée.

## Le commentaire de Macrobe
Macrobe a écrit au Ve siècle un commentaire approfondi de ce passage du De re publica (Commentarium in Ciceronis Somnium Scipionis). Grâce à Macrobe, le Songe de Scipion avait été conservé individuellement, avant que le texte du De re publica ne soit retrouvé – de manière incomplète – par un philologue italien, le cardinal Angelo Mai, en 1814, sur un palimpseste de saint Augustin conservé à la bibliothèque du Vatican.

## Origine des thèmes duSonge de Scipion
Le Songe de Scipion occupe une place à part dans l'œuvre de Cicéron par sa dimension mystique et poétique.
Pierre Boyancé, dans ses Études sur le Songe de Scipion, s'attache à retrouver l'origine des idées qui constituent ce mythe cicéronien. Il montre qu'il ne faut pas la chercher chez Posidonius d'Apamée, contrairement à ce que pensaient certains commentateurs précédents comme Eduard Norden.

## Postérité
Au XIIIe siècle, le philologue byzantin Maxime Planude traduit en grec le texte latin du Commentaire de Macrobe.
Les deux premiers livres de l’Africa de Pétrarque prêtent au premier Africain, grand-père adoptif de Scipion Émilien, un songe qui reprend en particulier l'explication de la vie après la mort, l'interdiction du suicide et la promesse du Paradis pour ceux qui ont mérité de la patrie.
Il sogno di Scipione, de Mozart, sur un livret de Métastase, reprend le titre traditionnel du texte de Cicéron, mais avec un contenu différent.
Le Songe de Scipion est le titre d'un roman d'Iain Pears.

## Texte et traduction
- (la + fr) Pierre Boyancé, Études sur le Songe de Scipion (« Bibliothèque des universités du Midi », XX), Bordeaux, Féret & fils ; Paris, De Boccard, 1936, 192 pages.
Note de lecture : Jean Bayet, « P. Boyancé, Études sur le Songe de Scipion », Journal des savants, 1937, vol. 6, n° 1, p. 273-275 [lire en ligne].